# François Rever
Marie François Gilles Rever est un intellectuel, archéologue et homme politique français né le 8 avril 1753 à Dol-de-Bretagne (Ille-et-Vilaine) et mort le 12 novembre 1828 à Conteville (Eure).
Il a été professeur de François-René de Chateaubriand. Et l’auteur d’un passionnant manuscrit sur les autels tauroboliques du Mont-Dol, en baie du Mont-Saint-Michel. Les historiens restent toujours partagés sur l'origine du culte célébré dans ce temple, Mithra (origine perse importée par des garnisons romaines), Cybèle ou peut-être d’autres croyances.

## Biographie
Fils d'un directeur des économats de l'évêché de Dol, il s'intéresse très tôt à la littérature. Passé par le séminaire de Saint-Sulpice, il devient professeur à Angers. Après un différend avec l'évêque du lieu sur le contenu du programme de philosophie, il retourne à Dol où il s'occupe de physique et de sciences naturelles. Il est nommé curé de Saint-Samson-sur-Risle en 1783 puis de Conteville en 1784, deux paroisses appartenant à l’évêché de Dol. Il prête le serment civique en 1790 et devient député de l'Eure de 1791 à 1792. Il siège à droite, avec la minorité. Il fut l'opposant malheureux de Thomas Lindet au poste d'évêque constitutionnel de l'Eure.
Incarcéré pendant la Terreur, il devient ensuite professeur de physique à l'école centrale de l'Eure. Il est à l'origine (avec le concours de M. Ozanne, son recteur) du transfert de quatre bronzes du parc du château de Bizy à Évreux (jardins de l'ancien couvent des Capucins). 
Il a introduit à Conteville la pomme Rouget de Dol qui a été multipliée par les agriculteurs du Marais Vernier, tout proche, sous le nom de Rever.

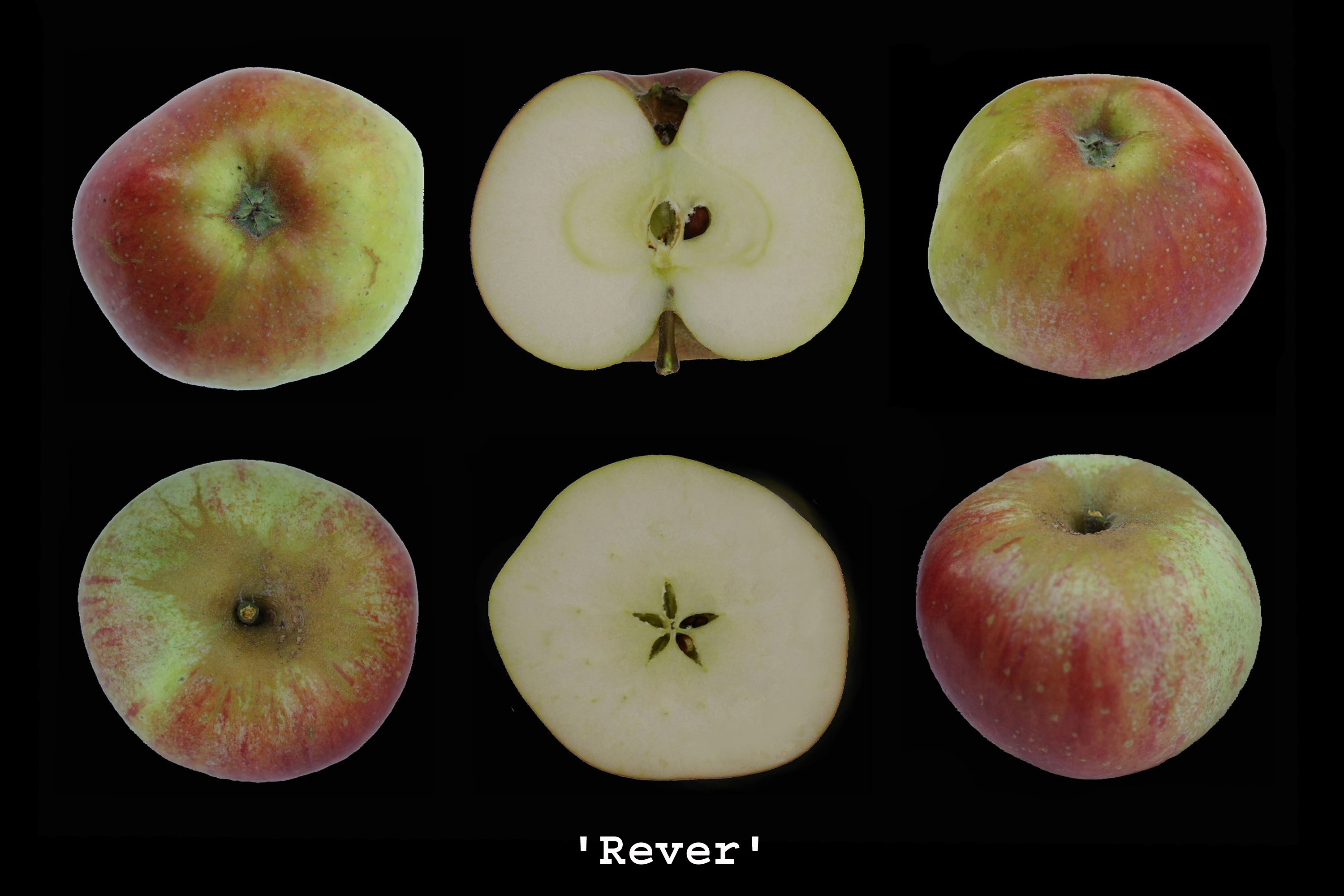
Pomme de Rever.

Il est l'un des présidents de la société libre de l'Eure et correspondant de l'Institut en 1819.
Il meurt dans le presbytère de Conteville en 1828; il lègue ce bâtiment à la commune dont il aura été le maire en juin 1790. Ses nombreux élèves ont fait élever à sa mémoire une stèle dans le cimetière.

## Quelques ouvrages
- Sudoc 015278751 :  Lettre à Messieurs les membres de la Société d'agriculture, sciences et arts de l'Eure sur des figurines découvertes dans la forêt d'Évreux commune des Baux-Sainte-Croix, et sur quelques autres objets du Moyen Âge - 1827
- Sudoc 03231812X :  Description de la statue fruste, en bronze doré, trouvée à Lillebonne, arrondissement du Havre, département de la Seine-Inférieure - 1823
- 019671075 :  Mémoire sur les ruines du Vieil-Évreux, département de l'Eure, contenant, outre la description des monuments, diverses recherches sur les procédés inédits des anciens mouleurs, fondeurs, émailleurs, mégissiers, etc : sur le verre coulé, les soudures métalliques, la forme des premiers chandeliers ; plusieurs objets de parure, etc. et sur la plantine, savoir si les anciens l'ont connu, exploité, employé, plaqué, etc : avec la carte de tout le territoire où il existe de ces ruines, et quatorze plans et dessins des objets trouvés dans les fouilles - 1827
- Sudoc 042830532 :  Voyage des élèves du pensionnat de l'École Centrale de l'Eure, dans la partie occidentale du Département, pendant les vacances de l'an huit, avec des observations, des notes et plusieurs gravures relatives à l'histoire naturelle, l'agriculture, les arts, etc.
- 144155214 :  Lettres à MM. les membres résidants de la Société d'agriculture, sciences et arts du département de l'Eure. 1 ̊ Relativement aux médailles de Sainte-Croix-sur-Aizier. 2 ̊ Sur un météore lumineux observé dans l'arrondissement de Pont-Audemer, le 10 décembre dernier - 1825
- 085485365 :  Recherches sur le véritable emplacement de la station romaine Uggade, entre Évreux et Rouen, et sur l'antiquité du Pont-de-l'Arche - 1826
- Calames SAV030096 :  [Fol. 205] Notes sur le camp de César ou Cité de Limes, à Bracquemont, près de Dieppe (avec un croquis de plan). — Minute d'une lettre de Rever à C.-A. Deshayes sur différents sujets, notamment sur les souterrains de l'abbaye de Jumièges et sur la procession du Loup vert, à Jumièges (1826). — Copie de la même lettre, avec quelques annotations d'Auguste Le Prévost. — Plan des souterrains de l'abbaye de Jumièges. — Note sur les souterrains-refuges de Picardie (avec des croquis de plan). — Note d'Auguste Le Prévost sur les parties très anciennes de l'église Saint-Pierre, dans l'abbaye de Jumièges
- Calames SAV030213 :  [Fol. 2277] « Pièces relatives à la formation d'une commission d'antiquités dans le département de l'Eure. » Lettres de M. de Goyon, préfet, à Rever, et minutes des réponses de Rever (1820)

## Sources
- « François Rever », dans Adolphe Robert et Gaston Cougny, Dictionnaire des parlementaires français, Edgar Bourloton, 1889-1891 [détail de l’édition]
- Notice biographique et littéraire sur F. Rever par Amand Fresnel, Lisieux 1830
- Armand. Léon Dubreuil. — François Rever (1753-1828). In: Annales de Bretagne. Tome 37, numéro 3-4, 1925. p. 435-437.